# Lee Kyoung-mi
Pour les articles homonymes, voir Lee.
Dans ce nom coréen, le nom de famille, Lee, précède le nom personnel.
Lee Kyoung-mi (hangeul : 이경미) est une réalisatrice et scénariste sud-coréenne, née en décembre 1973 à Séoul. Elle a écrit et réalisé deux longs-métrages Miss Hongdangmu (미쓰 홍당무, 2008) et The Truth Beneath (비밀은 없다, 2016).

## Biographie

### Enfance et formations
Lee Kyoung-mi est née à Seoul. Elle est diplômée de russe de l'université Hankuk des études étrangères. Après avoir travaillé en entreprise pendant trois ans, elle rejoint l'école de film, télévision et multimédia de l'université nationale des arts de Corée, où elle est diplômée major en réalisation en 2004. Son court-métrage Feel Good Story (잘되가? 무엇이든), à propos d'un employé chargé d'enquêter sur l'évasion fiscale dans son entreprise, remporte plusieurs prix dans le circuit des festivals en 2004.

### Carrière
Lee Kyoung-mi écrit et réalise son premier long métrage en 2008 avec Miss Hongdangmu (미쓰 홍당무), une comédie noire sur un professeur obsédé et une étudiante ostracisée réunis par le misanthropie commune. Le film reçoit une nouvelle fois des critiques positives. Il s'agit du premier film produit par Park Chan-wook. La réalisatrice avait par ailleurs été assistante réalisateur sur le film Lady Vengeance (친절한 금자씨) de Park Chan-wook en 2005. Miss Hongdangmu a été présenté en avant-première au 13e Festival international du film de Busan et est sorti en salle le 16 octobre 2008. Elle a remporté les prix de meilleur réalisateur et meilleur scénario au Blue Dragon Film Awards 2008. Elle a également été nommée dans la catégorie Meilleur nouveau réalisateur aux Korean Film Awards 2008 et aux Baeksang Arts Awards 2009.
En 2016, elle écrit et réalise son deuxième film The Truth Beneath (비밀은 없다), un thriller mettant en scène la femme d'un politicien en campagne à la recherche de sa fille disparue. Ce film reçoit le Prix du public SensCritique au Festival du film coréen à Paris en 2016 (où elle était par ailleurs invitée) et le Prix du meilleur réalisateur aux Korean Association of Film Critics Awards 2016.
Elle a fait quelques apparitions dans des petits rôles dans des films réalisés par Ryoo Seung-wan comme Timeless (타임리스) (2009, court-métrage qu'elle produit), The Unjust (부당거래, 2010) et The Agent (베를린, 2013).

## Filmographie

### Films

#### En tant que réalisatrice
- 2000 : Myoung-suk and Me (court-métrage)
- 2001 : Lies (court-métrage)
- 2001 : Memories (court-métrage)
- 2003 : Audition (오디션) (court-métrage)
- 2004 : Feel Good Story (잘되가? 무엇이든) (court-métrage)
- 2008 : Miss Hongdangmu (미쓰 홍당무)
- 2016 : The Truth Beneath (비밀은 없다)

#### En tant qu'assistante-réalisatrice
- 2002 : A Crystal Globe (court-métrage)
- 2003 : Super Morse (court-métrage)
- 2005 : Lady Vengeance (친절한 금자씨) de Park Chan-wook

#### En tant que scénariste
- 2003 : Audition (오디션) (court-métrage)
- 2004 : Feel Good Story (잘되가? 무엇이든) (court-métrage)
- 2008 : Miss Hongdangmu (미쓰 홍당무)
- 2010 : Rain and Rain (비처럼 음악처럼) de Kim Nam-kyeong
- 2016 : The Truth Beneath (비밀은 없다)
- prévu en 2025 : Aucun autre choix (어쩔수가없다) de Park Chan-wook

#### En tant que productrice
- 2009 : Timeless (타임리스) de Ryoo Seung-wan (court-métrage)

#### En tant que directrice de la photographie
- 2003 : Audition (court-métrage)

#### En tant que compositrice
- 2008 : Miss Hongdangmu (비밀은 없다)

#### En tant d'actrice
- 2009 : Timeless (타임리스) de Ryoo Seung-wan (court-métrage)
- 2010 : The Unjust (부당거래) de Ryoo Seung-wan : le médecin légiste
- 2013 : The Agent (베를린) de Ryoo Seung-wan : l'analyste du NIS

### Séries télévisées

#### En tant que scénariste
- 2012 : Stroke of Luck (지운수대통)

## Distinctions

### Récompenses
Feel Good Story (잘되가? 무엇이든)
- Seoul International Women's Film Festival 2004 :
  - Grand prix
  - Prix du public
- Mise-en-scène Short Film Festival 2004 : Meilleur film « In a City of Sadness »
- Asiana International Short Film Festival 2004 : Grand prix
- Busan Asian Short Film Festival 2004 : Grand prix « Camellia »

Miss Hongdangmu (비밀은 없다)
- Blue Dragon Film Awards 2008 :
  - Meilleur nouveau réalisateur
  - Meilleur scénario
- Women in Film Korea Awards 2008 : Meilleure réalisatrice/scénariste

The Truth Beneath (비밀은 없다)
- Korean Association of Film Critics Awards 2016
  - Prix du meilleur réalisateur
- Festival du film coréen à Paris 2016
  - Prix du public SensCritique

### Nominations
Miss Hongdangmu (비밀은 없다)
- Korean Film Awards 2008 : Meilleur nouveau réalisateur
- Baeksang Arts Awards 2009 : Meilleur nouveau réalisateur